# PKP Cargo
PKP CARGO S.A. (VKM: PKPC) je největší železniční nákladní dopravce v Polsku. Firma bývá uváděna jakou součást Grupy PKP, i když společnost Polskie Koleje Państwowe S.A. drží v PKP Cargo pouze 33% podíl. 25. července 2024 byla na základě rozhodnutí soudu zahájena restrukturalizace, jejímž cílem je záchrana společnosti před úpadkem. Jedná se o následek velkého zadlužení společnosti, které v červenci 2021 dosáhlo částky 5,2 mld PLN a bylo následkem ztráty tržního podílu.

## Vznik společnosti a akcionáři
Firma vznikla v roce 2001 v rámci transformace státních drah Polskie Koleje Państwowe (PKP). Převzala tak veškeré aktivity PKP v nákladní dopravě, vyjma provozu na širokorozchodné trati LHS, který zajišťuje sesterská společnost PKP Linia Hutnicza Szerokotorowa.

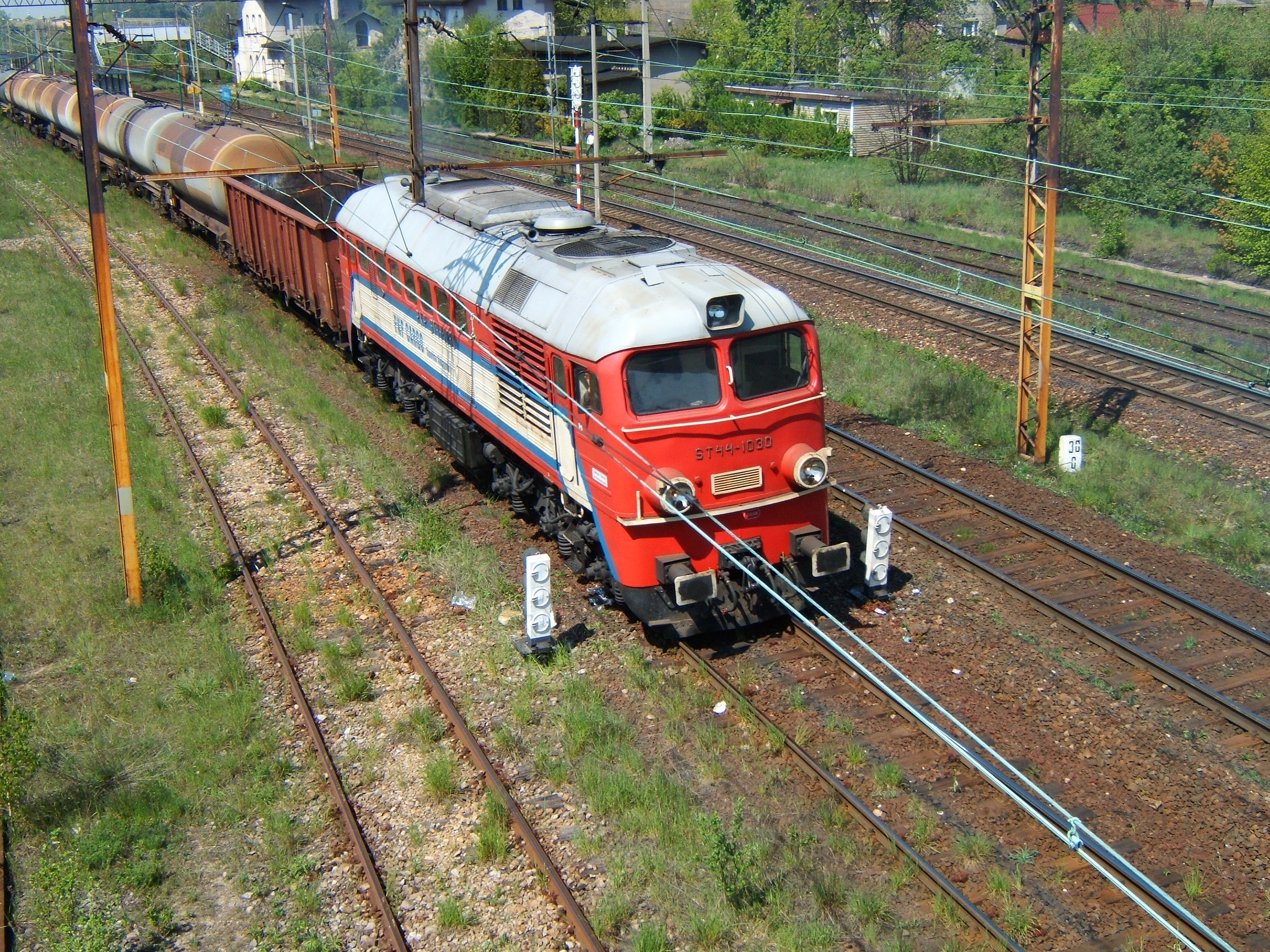
Lokomotiva řady ST44 v barvách PKP Cargo

V říjnu 2013 byly akcie společnosti nabídnuty na Varšavské burze, další část akcií byla PKP uvolněna k obchodování v červnu 2014. 13. srpna 2014 tak byl největším akcionářem PKP (33,01 %), následován polským penzijním fondem ING (10,58 %), americkou investiční bankou Morgan Stanley (5,31 %), polským penzijním fondem Aviva a Evropskou bankou pro obnovu a rozvoj (5,10 %).
Mezi léty 2014 a 2024 došlo k velkému poklesu hodnoty akcií PKP Cargo. Zatímco cena jedné akcie v roce 2014 byla 90 PLN, v dubnu 2024 už jen 12 PLN.

## Konkurence a podíl na trhu
V době svého vzniku neměla tato firma žádnou konkurenci v železniční dopravě věcí a měla tedy 100% podíl na trhu (není započten provoz na LHS). Od roku 2003 je umožněn volný přístup ostatních dopravců na železniční sít PLK a podíl PKP Cargo na trhu od té doby poměrně rychle klesá.
V prvním pololetí roku 2006 mělo PKP Cargo podíl na trhu 79 % při přepravním výkonu 19 649 mil. hrtkm, přičemž v prvním pololetí roku 2005 to bylo ještě 85,5 % při přepravním výkonu 19 915 mil. hrtkm (do 100 % trhu je zvlášť započítán i přepravní výkon sesterské firmy PKP LHS). I v následujícím období podíl na trhu postupně klesal, takže podle výsledků za 3. čtvrtletí 2007 mělo PKP Cargo podíl na trhu (podle čtkm) ve výši 75,7 %. I v dalších letech muselo PKP Cargo čelit rostoucí konkurenci, což vedlo k poklesu podílu na trhu na 55,66 % (za rok 2015 dle čtkm).
K dramatickému poklesu podílu na trhu došlo v roce 2024. Za první pololetí roku 2024 mělo PKP Cargo podíl na trhu podle čistých tunových kilometrů jen 27,96 %.

## PKP Cargo v Česku
V roce 2007 byly lokomotivy řady ET22 PKP Cargo schváleny českým Drážním úřadem pro provoz v České republice a od konce května 2007 jsou tyto lokomotivy nasazovány ve službách českého dopravce OKD, Doprava na tratích uvnitř Česka (do té doby mohly být používány pouze k dopravě vlaků do první stanice v ČR).
20. ledna 2010 získalo PKP Cargo osvědčení dopravce od českého Drážního úřadu. Již před tímto datem společnost prováděla přípravy pro samostatnou dopravu vlaků na českém území, což spočívalo ve schválení provozu polských lokomotiv řad ET22, ET41 a EU07 v Česku a v získání českého průkazu způsobilosti k řízení drážního vozidla pro strojvedoucí PKP Cargo. První samostatná přeprava se uskutečnila 2. dubna 2010, kdy byl ucelený vlak koksu v relaci Zdzieszowice - Galaţi veden samostatně stroji a personálem PKP Cargo na českém území po trase Zebrzydowice / Petrovice u Karviné - Český Těšín - Mosty u Jablunkova / Čadca. Za rok 2010 měla společnost na českém trhu nákladní železniční přepravy podíl 0,42 % (podle hrubých tunových kilometrů), v následujících letech (2011 až 2019) tento podíl kolísal mezi 0,89 % a 1,96 %.
Od září 2014 PKP Cargo jednalo o odkoupení AWT B.V. (jehož součástí byl i druhý největší český železniční nákladní dopravce Advanced World Transport a.s.), jednání byla završena v prosinci 2014, podle dohody za 80% podíl v AWT PKP Cargo zaplatilo 103,2 milionu eur (v přepočtu asi 2,9 miliardy korun). 2. října 2019 společnost Advanced World Transport změnila název na PKP Cargo International.
PKP Cargo také jednalo o koupi třetího největšího českého železničního nákladního dopravce Unipetrol Doprava.

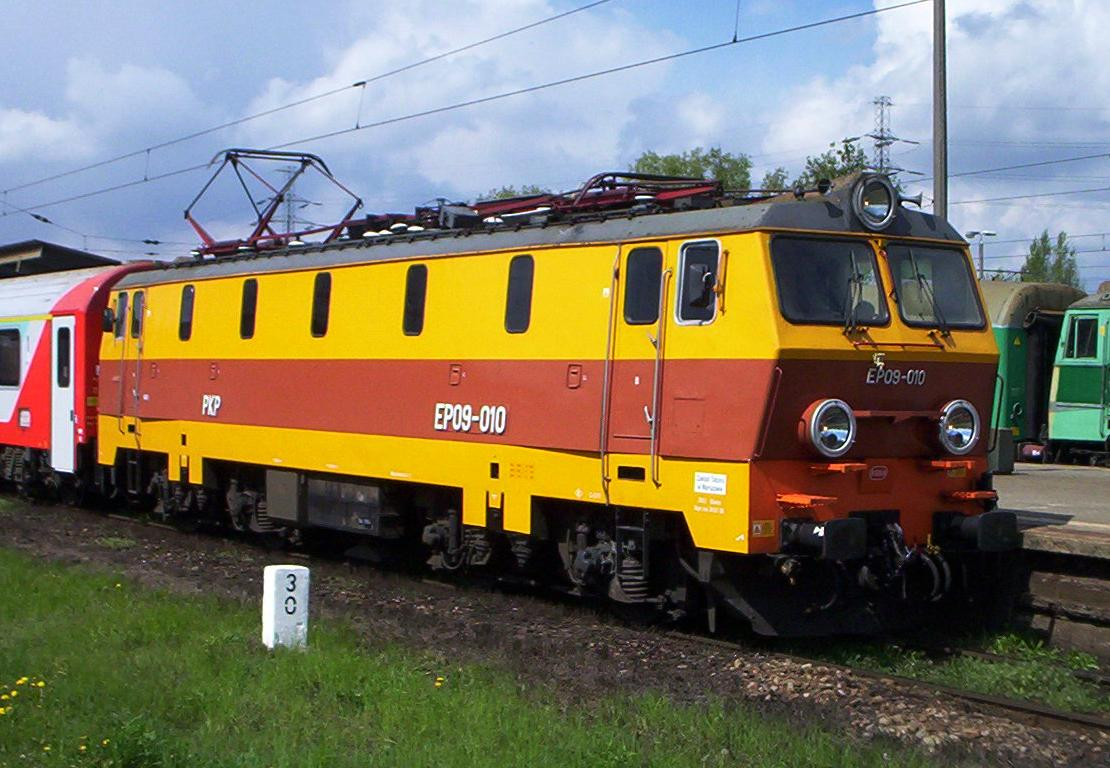
Lokomotiva řady EP09 PKP Cargo, kterou používalo PKP Intercity

## Lokomotivy
Při vzniku byly do PKP Cargo začleněny všechny elektrické a dieselové lokomotivy PKP (vyjma lokomotiv provozovaných na LHS), takže sesterské společnosti PKP Przewozy Regionalne (regionální přeprava) a PKP Intercity si pak musely všechny lokomotivy půjčovat. Stejné to bylo i v případě strojvedoucích, které si navíc PKP Przewozy Regionalne půjčovaly i pro obsluhu vlastních elektrických jednotek.
Od prosince 2007 provozuje PKP Cargo také šest nových elektrických lokomotiv typu TRAXX F140 MS (výrobce Bombardier Transportation), které má na období tří let pronajaté od leasingové společnosti Angel Trains.